# Шутков, Геннадий Алексеевич
Генна́дий Алексе́евич Шутко́в (1936—1995) — директор Ижорского завода имени А. А. Жданова (1981—1987), заместитель Министра тяжёлого, энергетического и транспортного машиностроения СССР (1987—1991).

## Биография
Родился в селе Свищёвка (ныне — в Белинском районе Пензенской области) в семье крестьянина. Русский.
В 1953 году окончил с серебряной медалью среднюю школу и поступил на металлургический факультет Ленинградского политехнического института. В 1959 году окончил с отличием институт по специальности «Металлургия черных металлов».
Распределение получил на Ижорский завод (город Колпино), где был назначен на должность инженера производственного отдела по металлургии. С этим предприятием связана почти вся его дальнейшая трудовая биография. Летом 1963 года стал заместителем начальника производственного отдела по металлургии. Фактически управлял сталеплавильными цехами № 10, 30, 121 и 15-м термическим. Много сил отдал на освоение производства высокопрочных сталей для Военно-морского флота и для паровых котлов высокой мощности.
В 1973 году был избран секретарем партийного комитета завода. В 1977 году избран 1-м секретарем Колпинского райкома КПСС. Активно содействовал развитию промышленности и городского хозяйства, социальной сферы, много внимания уделял воспитанию партийных и хозяйственных руководителей.
В 1981 году вернулся на производство, был назначен генеральным директором производственного объединения «Ижорский завод». Находилось оно тогда в тяжелом состоянии. Была поставлена задача не только выполнить программу новой пятилетки, но и рассчитаться за грехи и провалы прежних лет. В 1985 году вступил в строй первый в стране автоматизированный ковочный комплекс, его удалось вывести на проектную мощность ранее нормативных сроков, состоялся запуск уникального прокатного стана «Кварто-5000». Начала реализовываться перспективная идея Шуткова: полностью отказаться от покупки за границей специальных труб, используемых в оборудовании для АЭС.
В 1987 году был назначен заместителем министра энергетического машиностроения СССР. После работы в министерстве вместе с бывшим начальником создали фирму, которая должна была обеспечивать договорами и загрузкой часть предприятий энергетической отрасли. Но госзаказов не последовало, и фирма закрылась.
Скончался 11 января 1995 года. Похоронен на аллее Героев городского кладбища Колпино.

## Награды
Указом Президиума Верховного Совета СССР от 22 декабря 1986 года за высокие производственные достижения в выполнении плановых заданий и социалистических обязательств, большой вклад в развитие отечественного энергетического машиностроения и проявленную трудовую доблесть Шуткову Геннадию Алексеевичу присвоить звание Героя Социалистического Труда с вручением ордена Ленина и золотой медали «Серп и Молот».
Награждён орденами Ленина, Трудового Красного Знамени, медалями.